# Мисловиці (Західнопоморське воєводство)
Мисловиці (пол. Mysłowice, нім. Moitzelfitz) — село в Польщі, у гміні Славобоже Свідвинського повіту Західнопоморського воєводства.
Населення — 604 особи (2011).

## Демографія
Демографічна структура станом на 31 березня 2011 року:
|          | Загалом | Допрацездатний вік | Працездатний вік | Постпрацездатний вік |
| -------- | ------- | ------------------ | ---------------- | -------------------- |
| Чоловіки | 306     | 75                 | 215              | 16                   |
| Жінки    | 298     | 65                 | 173              | 60                   |
| Разом    | 604     | 140                | 388              | 76                   |